# 古代北アラビア語
古代北アラビア語（こだいきたアラビアご、Ancient North Arabian）は、古代の北部および中央アラビアの碑文によって例証される言語で、紀元前8世紀から西暦4世紀までの資料が残っている。碑文の数は4万を越えるが、そのほとんどは落書きで、名前しか書かれていないため、言語学的な情報は断片的にとどまる。
かつてはアラビア語の古代の方言と考えられていたが、現在はアラビア語に近いがそれとは異なる言語であり、古アラビア語(Old Arabic)と古代北アラビア語はおそらく同時代に共存していたと考えられる。古アラビア語は話し言葉であって、6世紀以前にはほとんど書かれることはなかった。両者のもっとも目立つ違いとして、古アラビア語の定冠詞が現代と同様に 'al- であるのに対し、古代北アラビア語では h- またはゼロであることがあげられる。

## 下位分類

### オアシス北アラビア方言
今のサウジアラビア北部のタイマー、ダダン（今のアル・ウラー）、ドゥーマー（今のジャウフ州サカーカの近くの3つの碑文によって知られる）などのオアシスで話されていた。ダダンでは古代北アラビア語のうち唯一大量の記念碑的な碑文が書かれた。

### サファー方言
サファー方言(Safaitic)は今のシリア南部からヨルダン東南部、サウジアラビア北部にかけての落書きが残る。大部分は紀元前1世紀から西暦4世紀にかけて、この地に住む遊牧民によって書かれた。
サファー方言は、オアシス北アラビア方言のダダンの言葉とともに、もっとも充分な資料が残っている。

### ヒスマー方言
ヒスマー方言(Hismaic)は今のヨルダン東南部およびサウジアラビア北西部に広がるヒスマー砂漠の遊牧民、および中央・北部ヨルダンの住民の言語だった。

### サムード諸方言
サムード(Thamudic)はひとつのまとまった方言ではなく、オアシス北アラビア・サファー・ヒスマーのいずれにも属さない方言を仮にまとめたものである。サムードB、サムードC、サムードD、南部サムードなどに下位分類されている。現在オアシス北アラビア方言に属するタイマーの言葉はかつてサムードA、またヒスマー方言はサムードEとされていた。

### ハサー方言
ハサー方言(Hasaitic)はサウジアラビア東部の方言。ほとんどは墓誌銘で、系譜を記しているだけであるため、言語学的情報に乏しい。文字は古代南アラビア語のサバ語の文字をわずかに修正したものを用いる。

## 文字
古代北アラビア語は、古代北アラビア文字で記される。この文字はフェニキア文字などと同様に子音のみを記すアブジャドであり、28文字から構成される。ただしタイマーの言語は少し異なっていたらしく、26-27文字しか使われていない。この文字は明らかに南アラビア文字と関連するが、両者の正確な関係は明らかでない。

## 音声
28個ほどの子音があったと考えられており、その音価は基本的にアラビア語に近いものが考えられている。古代南アラビア語では強勢音以外に3種類の歯擦音を区別するが、古代北アラビア語ではタイマーの言語を除いてアラビア語と同様の2種類になっていた。
母音については表記されないためにほとんど何もわからない。

## 文法
他のセム語と同様に3子音からなる語根を持つ。
名詞は2つの性（男性・女性）・3つの数（単数・双数・複数）を持つ。格については母音を表記しないために不明だが、存在したわずかな証拠がある。アラビア語のタンウィーンにあたるものは存在しない。定冠詞は h-（ダダンやサファーでは後続する子音の種類によって hn- の形を取る）だったが、方言によっては定冠詞が存在しなかったかもしれない。形容詞は修飾する名詞と性・数・定性を一致させる。代名詞には独立形と接尾語形がある。
動詞の変化については断片的にしかわからず、大部分は三人称単数の形である。アラビア語と異なり、第2・第3語根が弱い子音（w または y）の場合も脱落しない。正書法の制約により、アラビア語と同様の動詞派生語幹を持っていたかどうかは不明だが、fʿl、ʾfʿl、tfʿl、ftʿl（ダダンにはhfʿlもあるが、その意味は明らかでない）の形が見られる。
語順はダダンでは基本的にSVO型である。サファーではVSO型またはVOS型で、格を表記しないためにどちらの構文であるかは文脈によって知らなければならない。

## 関連文献
- MacDonald, M.C.A. (2000). “Reflections on the linguistic map of pre-Islamic Arabia”. Arabian Archaeology and Epigraphy 11 (1):  28-79. doi:10.1111/j.1600-0471.2000.aae110106.x.